# Ku-čeng

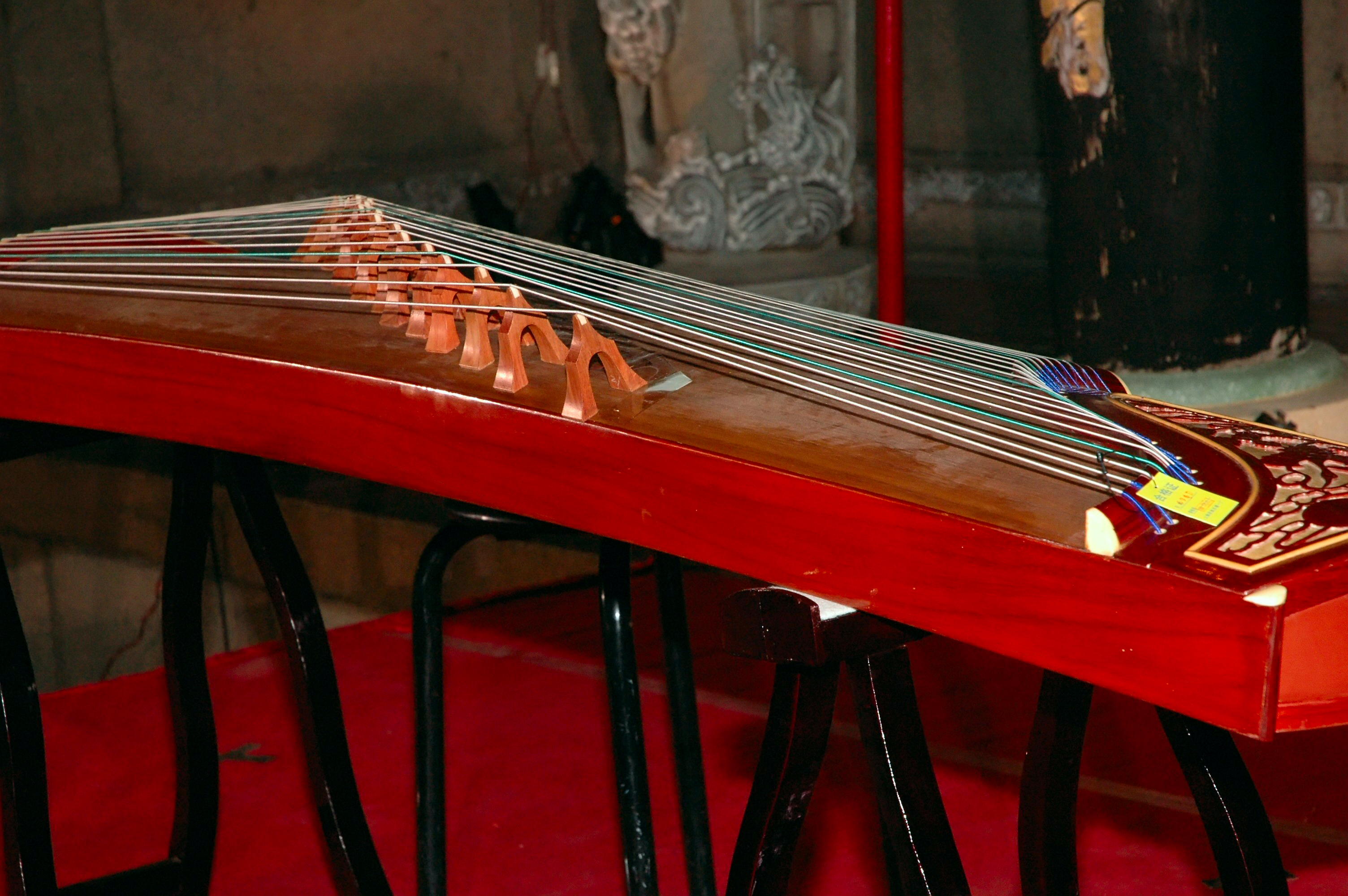
Ku-čeng.

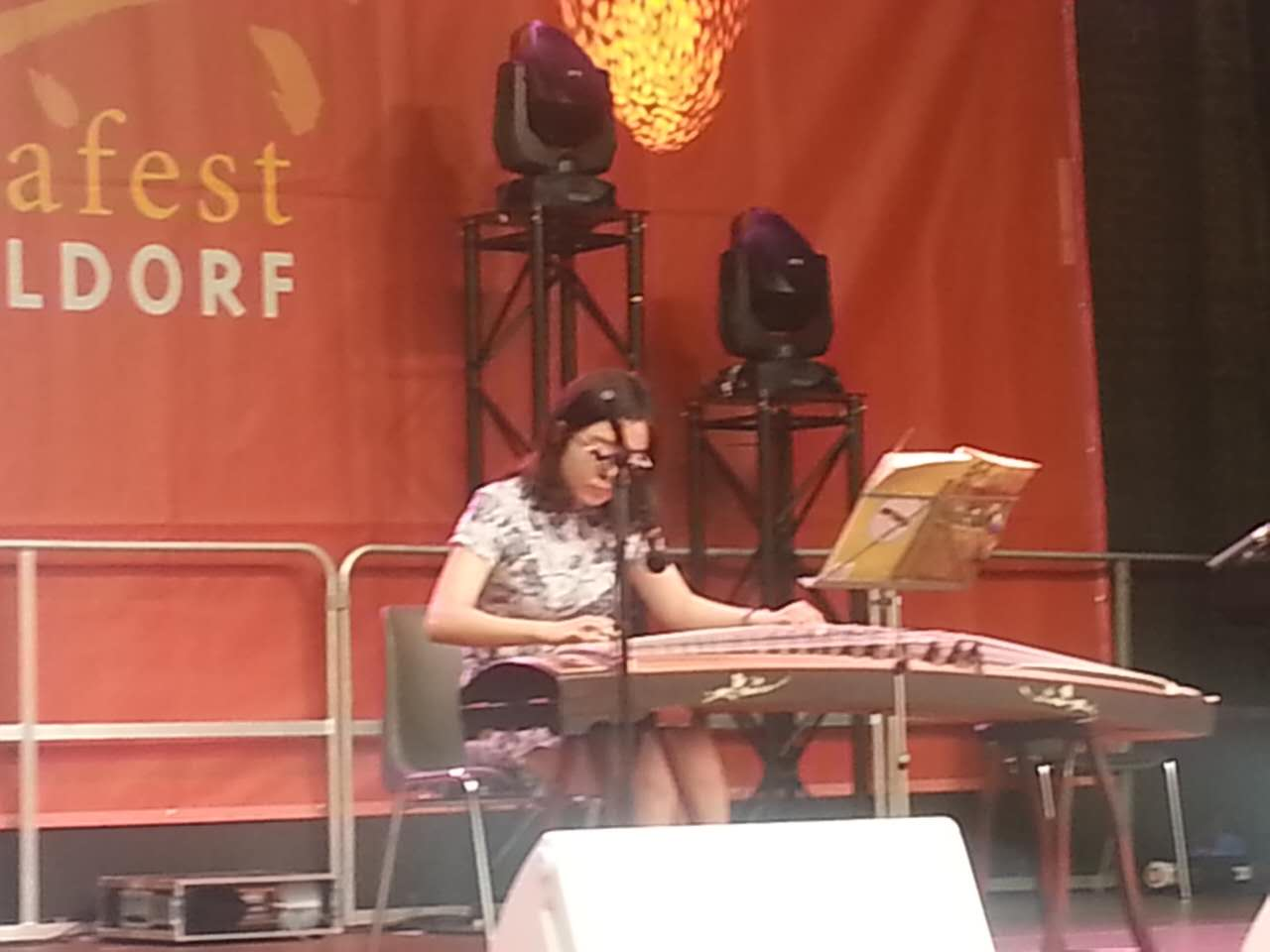

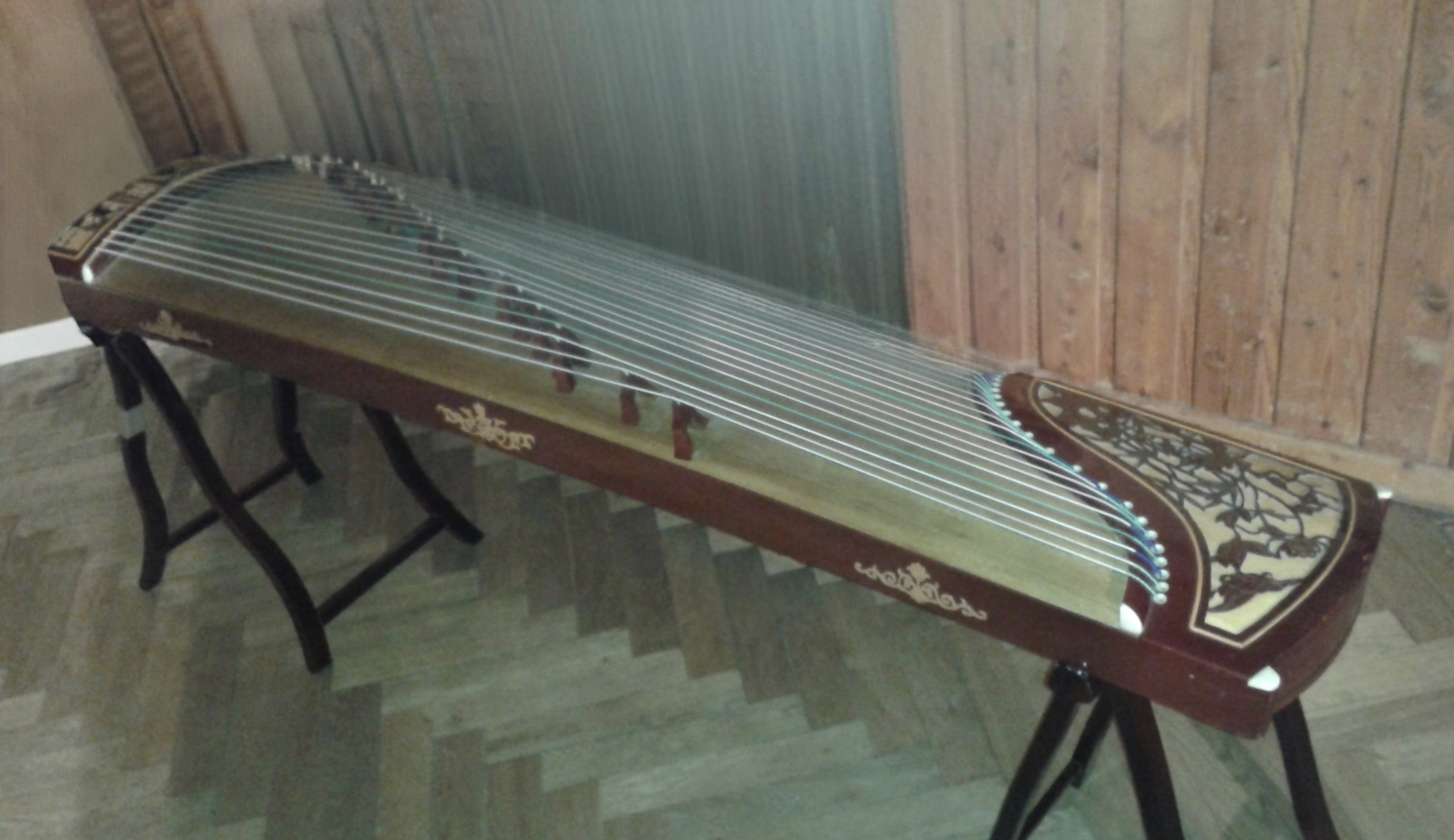
Čínská citera „Zhēng“ („Gǔzhēng“; Ku-čeng)

Ku-čeng (čínsky: 古箏; pinyin: gǔzhēng; Wade-Giles: ku-cheng) je tradiční čínský strunný hudební nástroj, řazený mezi citery.

## Popis
Moderní ku-čeng má nejčastěji 21 strun, laděných pentatonicky (do, re, mi, so, la; D-dur). Jeho rozsah je přes 4 oktávy. V minulosti (a vzácně v dnešní době) také existovaly ku-čengy s menším nebo větším počtem strun (12–34). Struny jsou napjaty napříč celé délky zvučnice přes pohyblivé kobylky, které přenášejí na ozvučnici vibrace strun. Pozice kobylek určuje ladění strun.
Ku-čeng má velkou resonanční dutinu, potřebnou k dobrému zvuku hlubokých tónů. Horní strana ozvučnice je obvykle vyrobená z jednoho kusu dřeva paulovnie plstnaté, jejíž dřevo je velice lehké, pevné a má výborné rezonanční vlastnosti. Ku-čengy nižší kvality také používají dřeva jiného druhu nebo několik menších kusů slepených dohromady. Dřevo ozvučnice musí být dostatečně staré, aby byly omezily deformace způsobené vlivem vlhkosti a počasí. Nejlepší dřevo na ozvučnici je údajně ze středu kmene a z jeho jižní strany.
Na zvuk ku-čengu má velký vliv tvar materiálu a kvalita výroby kobylek. Kobylky starých ku-čengů byly vyrobeny ze slonoviny, stejně jako jiné díly ku-čengu, ale v dnešní době většina výrobců používá dřevo palisandru.
Ostatní díly ku-čengu jsou méně citlivé na volbu materiálu. Především z okrasných důvodů jsou běžně používána i dřeva jako palisandr nebo santál.

## Způsob hry
Ku-čeng se pokládá horizontálně na klín nebo na zvláštní stojánky. Na struny se drnká čtyřmi trsátky ze slonoviny nebo želvoviny nasazenými na prsty pravé ruky. Někdy se pro dosažení zvláštních efektů drnká též prsty levé ruky.
Časté je použití tremola, dosahovaného pravou rukou. Levá ruka tlakem na struny ovládá výšku tónů, vytváří chromatické tóny, mikrotonální přechody, modulace a vibráto.

## Dějiny
Nejstarší ku-čengy měly 12 pentatonicky laděných strun. Před rokem 1961 pak bylo běžných 18 strun. V roce 1961 Sü Čen-kao a Wang Sün-č' vytvořili ku-čeng s 21 strunami.
Ku-čeng je předchůdcem japonského kota, korejského kajagumu a vietnamského dantranhu.
Mezi nejznámější současné hráče na ku-čeng patří Cou Lun-lun.[zdroj?]